# 小提琴协奏曲 (勃拉姆斯)
约翰内斯·勃拉姆斯在1878年创作了D大调小提琴协奏曲，Op. 77，创作目的是为了题献给他的朋友，小提琴家约瑟夫·约阿希姆。这是勃拉姆斯唯一的小提琴协奏曲，且据约阿希姆所说，本曲是最伟大的四部德国小提琴协奏曲之一：
德国人有四部小提琴协奏曲。最伟大的毫无疑问是贝多芬的。勃拉姆斯的则认真地和它争夺第一的位置。最丰富、最诱人的是布鲁赫的。但是最内敛的，是门德尔松的作品，那是内心的一颗宝石。

## 背景
1878年年中，勃拉姆斯开始动笔创作这部小提琴协奏曲。
原先勃拉姆斯计划像他的第二钢琴协奏曲一样使用四乐章结构，并且安排中间的乐章是一首谐谑曲，勃拉姆斯意图用这一乐章来说明这是一部交响性的协奏曲而不是演奏大师的炫技作品，但后来这一乐章被删除并被勃拉姆斯所说的“微弱的柔板”所取代。一些被删除的片段在他的第二钢琴协奏曲中被重新使用。
勃拉姆斯通常会承担分割乐句的工作，但他不怎么愿意用圓滑線的细节去标记弓法，于是他向约阿希姆征询小提琴独奏部分作曲的建议。八月，勃拉姆斯通知约阿希姆“一些小提琴段落”将会通过邮件发出，而约阿希姆表示愿意合作并且则期望这部协奏曲会是可演奏的和惯常的，但他的建议并没有全部体现在最终的总谱上。

### 首演
约阿希姆在1879年1月1日于莱比锡首演了这部作品，他坚持以贝多芬的同样为D大调的小提琴协奏曲开始音乐会，以勃拉姆斯的结束。约阿希姆的决定可以被理解，但勃拉姆斯仍抱怨说：“D大调太多了——且曲目过于单调。”约阿希姆不是在演绎两部公认的作品，而是演绎一部公认的和一部新的高难度作品（勃拉姆斯以难度著称）。这两部作品也有惊人的相似之处。比如，勃拉姆斯在管弦乐团的引子后让小提琴在定音鼓的伴奏下进入：这显然是对贝多芬的小提琴协奏曲中定音鼓的非常规使用的致敬。
首演由勃拉姆斯指挥。首演后到由弗里茨·西姆罗克在出版前，乐谱进行了多处修改。
评论家对这部作品的反响褒贬不一：有谣传称勃拉姆斯委托的维也纳首演的指挥汉斯·冯·彪罗和小提琴家约瑟夫·海尔姆斯伯格都认为这部作品与其说是为小提琴而作，不如说是“反小提琴”（against the violin）。然而大众却热烈地喜爱这部作品。亨里克·维尼亚夫斯基称这部作品是“无法演奏的”，而小提琴演奏大师萨拉萨蒂则拒绝演奏这部作品，因为他不想“拿着小提琴站在台上，然后听双簧管吹着柔板乐章中唯一的旋律”，尽管他承认这部作品是“非常好的音乐”。
与这些评论家相对的是，现代聆听者通常认为勃拉姆斯不是在创作小提琴演奏大师用来炫技的工具，他有着更高的音乐目标。类似的评价也出现在其他伟大作曲家的弦乐器协奏曲中，如贝多芬的小提琴协奏曲和柏辽兹的哈罗尔德在意大利，它们的共同特点是独奏者“几乎是乐团的一部分”。

### 出版
这首曲子首演的一年后，弗里茨·西姆羅克音樂出版社出版了勃拉姆斯做了一些小改动的版本。

## 配器
- 独奏小提琴

| - 木管 - 長笛：2 - 雙簧管：2 - A调單簧管：2 - 低音管：2 | - 銅管 - 自然圆号：4（D调、E调各2） - D调小號：2 | - 定音鼓 | - 弦樂器 |

依照工具書《管弦樂作品手冊》指示，上述之配器可簡記為"2 2 2 2—4 2 0 0—tmp—str"。

## 结构
这部协奏曲使用了标准的协奏曲曲式，由快-慢-快三乐章构成：
1. 不太快的快板（D大调，3/4拍）
2. 柔板（F大调，2/4拍）
3. 活泼而不太快的，游戏似的快板（D大调，2/4和3/4拍）

在第一乐章中出现的的华彩乐段，最常见的是约阿希姆的版本，但很多人也提供了备选，包括莱奥波德·奥尔，亨利·马尔托，马克斯·雷格，弗里茨·克莱斯勒，雅沙·海菲茨，乔治·埃内斯库，奈吉爾·甘迺迪，奥古斯丁·哈德利希，約夏·貝爾以及蕾切尔·巴顿·派因的录音。值得一提的是鲁杰罗·里奇的一份勃拉姆斯小提琴协奏曲的录音，包括了他演奏的十六个不同版本的华彩乐段。

### 第一乐章
|               | 乐队呈示部    | 乐队呈示部       | 乐队呈示部     | 乐队呈示部       | 独奏呈示部      | 独奏呈示部       | 独奏呈示部         | 独奏呈示部       | 独奏呈示部         | 展开部           | 展开部               | 展开部             | 再现部           | 再现部             | 再现部           | 再现部             | 尾声 | 尾声             |
| 部分 （小节） | 主部 （1-40） | 连接部 （41-60） | 副部 （61-83） | 结束部 （84-89） | 引子 （90-135） | 主部 （136-151） | 连接部 （152-197） | 副部 （198-253） | 结束部 （254-272） | 引入 （273-287） | 中心展开 （288-372） | 属准备 （373-380） | 主部 （381-398） | 连接部 （399-436） | 副部 （437-494） | 结束部 （495-525） | 华彩 | 尾声 （526-571） |
| 调性          | D大调         |                  |                | d小调            | d小调           | D大调            |                    | A大调            | a小调              | a小调- C大调     |                      | D大调              | D大调            |                    | 升F大调- D大调   |                    |      | D大调            |

第一乐章采用双呈示部的奏鸣曲式。乐队呈示部开始时，弦乐组和管乐组的中、低音乐器柔和地陈述出优美的主部主题。随后各声部不断加入，力度逐渐变强，主部材料在高、低声部间交替切换发展。乐曲在达到一个小高潮转为平静，乐队以八度织体呈现出副部材料。在乐队呈示部的结束部，乐曲突然转强，制造出紧张的氛围。在乐队厚重的配器的衬托之下，独奏小提琴以强奏登场，乐章进入独奏呈示部。独奏小提琴在热情地演奏完一段由副部材料改编而来、快速琶音构成的华彩性引子乐段之后，再度奏响完整的主部主题，之后通过几个强奏的和弦和另一段琶音乐段引出副部，调性转为A大调。独奏小提琴先是引出第一呈示部中已呈现过的副部动机，并在此基础上以三连音扩展之，然后乐队与独奏小提琴交替演奏。又一段激烈的结束部材料之后，乐章进入展开部。乐队齐奏一段富交响性的主部材料后，独奏小提琴拉出夹杂半音与双音的忧伤旋律；旋律的色彩旋即突变，引出一段如梦的乐段，此间独奏小提琴对呈示部中的副部材料展开变奏。独奏小提琴继续演奏一段棱角分明、富含大跳的乐段，展开部结束，进入再现部。乐队中的木管组和圆号以宏大的气势强奏出主部主题，较呈示部更为激烈。再现部中的副部主题与呈示部中基本一致，但转为升F大调。再现部结束时，乐曲回到主调D大调并停留在该调的属和弦上，引出小提琴华彩。尾声部分，独奏小提琴再度柔和地呈示出主部主题，最后在独奏小提琴拉出的热烈的双音乐句中，乐章结束。

### 第二乐章
第二乐章为三部曲式（A-B-A）。乐章由A段开始，双簧管在圆号等其它乐队声部的伴奏下缓缓奏出田园诗般的第一主题。随后独奏小提琴进入，以变奏的形式重复这一主题。进入B段，调性由F大调转为升f小调，独奏小提琴奏出一段富有表情的歌唱性第二主题。在一段动荡不安的过渡段后，A段再现，调性回归F大调，乐队与独奏小提琴交替奏出第一主题。

### 第三乐章
|               | 呈示部             | 呈示部           | 呈示部              | 呈示部                 | 插部                  | 再现部              | 再现部                | 再现部                  | 再现部                |
| 部分 （小节） | 主部（A） （1-34） | 连接部 （35-56） | 副部（B） （57-92） | 结束部（A） （93-119） | 插部（C） （120-142） | 连接部 （143-149）  | 副部（B） （150-186） | 结束部（A） （187-265） | 尾声（A） （266-347） |
| 调性          | D大调              | A大调            |                     | D大调                  | B大调- C大调- b小调   | B大调- g小调- C大调 | C大调                 |                         | D大调                 |

第三乐章为回旋奏鸣曲式，但有所变化。乐章开头独奏小提琴以三度双音的形式奏出欢呼般的主部主题，乐队以清脆的分解和弦伴奏之——该主题亦是贯穿全乐章的回旋主题。随后该主题依序被乐队齐奏重复，独奏小提琴展开，再被乐队齐奏完整重复。在一段音阶和分解和弦构成、富有流动性的连接段落之后，独奏小提琴演奏出激昂、有力的副部主题；副部主题在独奏小提琴和乐队低音声部的一呼一应间发展。之后的结束部中主部回旋主题回归。经过一段柔美的琶音构成的中间插段后，乐章进入再现部。再现部省略了主部主题的再现，直接通过连接段落引入副部主题的再现。结束部中，回旋主题再度重现，随后独奏小提琴引入新材料，并通过一段小华彩引出该乐章的尾声：低音弦乐与独奏小提琴交替、加速奏出变奏后的回旋主题，在壮阔的进行曲风中，几个强有力的和弦为全曲画上了句号。

## 流行文化
- 第三乐章在保羅·湯瑪斯·安德森2007年的电影《血色将至》中被使用了两次，包括片尾。[17]
- 第一乐章中独奏小提琴的进入在艾莉西亚·凯斯2004年的歌曲Karma中被大量采样。